# Eulocastra disrupta
Eulocastra disrupta là một loài bướm đêm trong họ Noctuidae.